# Winthemia quadrata
Winthemia quadrata là một loài ruồi trong họ Tachinidae.